# Павловка (приток Трубежа)
Павловка — малая река в Рязанской области России. Исток находится севернее деревни Савин-Корь Захаровского района. При слиянии в черте Рязани с рекой Плетёнкой образует впадающую в Оку реку Трубеж, являясь её правым притоком. Протекает в северо-восточном направлении. Длина — 42 км, площадь водосборного бассейна — 340 км². Притоки: река Шумка и ручей Рябиновка.

## Данные водного реестра
По данным государственного водного реестра России относится к Окскому бассейновому округу, водохозяйственный участок реки — Ока от города Коломна до города Рязань, речной подбассейн реки — бассейны притоков Оки до впадения Мокши. Речной бассейн реки — Ока.
Код объекта в государственном водном реестре — 09010102012110000024954.

## История
- Старое русло реки

По данным карт Рязанской губернии, устье реки Павловка находилось у излучины Трубежа — рукава Оки, огибавшего Борковской остров с юга. Недалеко от устья Павловки, немногим выше по течению находился и находится по настоящее время Троицкий Усть-Павловский мужской монастырь. Здесь же, рядом с монастырем, на берегу Павловки работала мукомольная монастырская водяная мельница, существовавшая более 100 лет.
В XIX веке во владение Троицкого монастыря была введена Спасская мельница. Настоятель Троицкого монастыря архимандрит Маркел с братией просил епархиальное начальство о дозволении перенести монастырскую Спасскую мельницу на более удобное место. Казенная палата изъявила согласие на перенос Спасской мельницы от села Мервино с обязательством держать воду в запрудке не выше пяти аршин. В 1809 году монастырская мельница устроена на берегу реки Павловка вблизи Троицкого монастыря.
Всего на реках Павловке и Плетенке на 1771 год существовало 5 хлебных водяных мельниц.
В советское время водяная мельница находилась недалеко от слияния Павловки и Плетенки.
В княжеские времена в районе Соколенского железнодорожного моста через речку Павловку стоял Соколенский мост. В Рязанских достопамятностях 1876 г. рассказывается, что «мост на реке Павловке, в древности называется Соколенским. Такое название он получил от находившегося вблизи его сокольего дома Рязанских князей». Через этот мост проходил Зарайский почтовый тракт на Москву. По данным Рязанского уездного земского собрания 1883 г., в 60 годах XIX века Соколенский мост на реке Павловка был уничтожен после проведения Московско-Рязанской железной дороги.
В Дубраве рязанских комсомольцев на берегу реки, напротив Троицкого монастыря расположена мемориальная тропа Сергия Радонежского.
- И. М. Дворов. Рязань. 1961 г. Долина речки Павловки прорезает северо-западную окраину Рязани, отделяя старую часть города от новой, где располагаются строящиеся промышленные предприятия и жилой район Станкозавода. Пойменная терраса реки на этом участке плоская и широкая. У юго-западной границы городской территории Павловка принимает речку Плетенку. В северо-западной части города Павловка впадает в реку Трубеж. В 1913 году на правом берегу Павловки было пробурено несколько скважин и от них проведен водопровод для нужд г. Рязани.

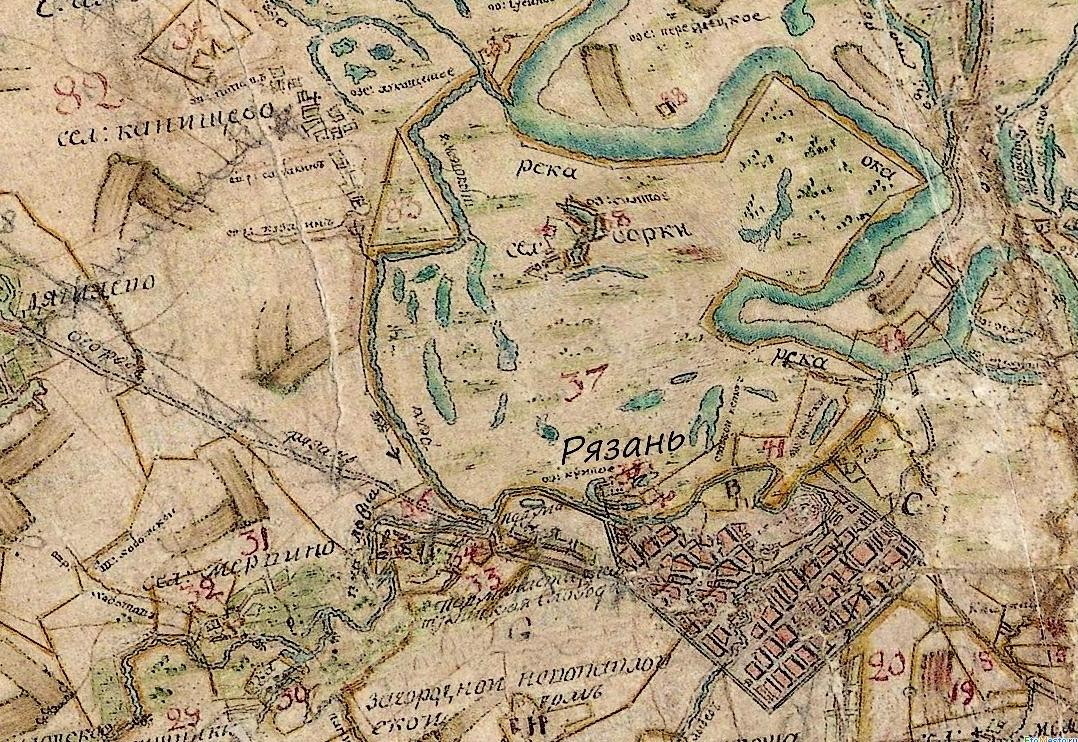
Карта Рязанского уезда 1797 г.
План Рязани 1860
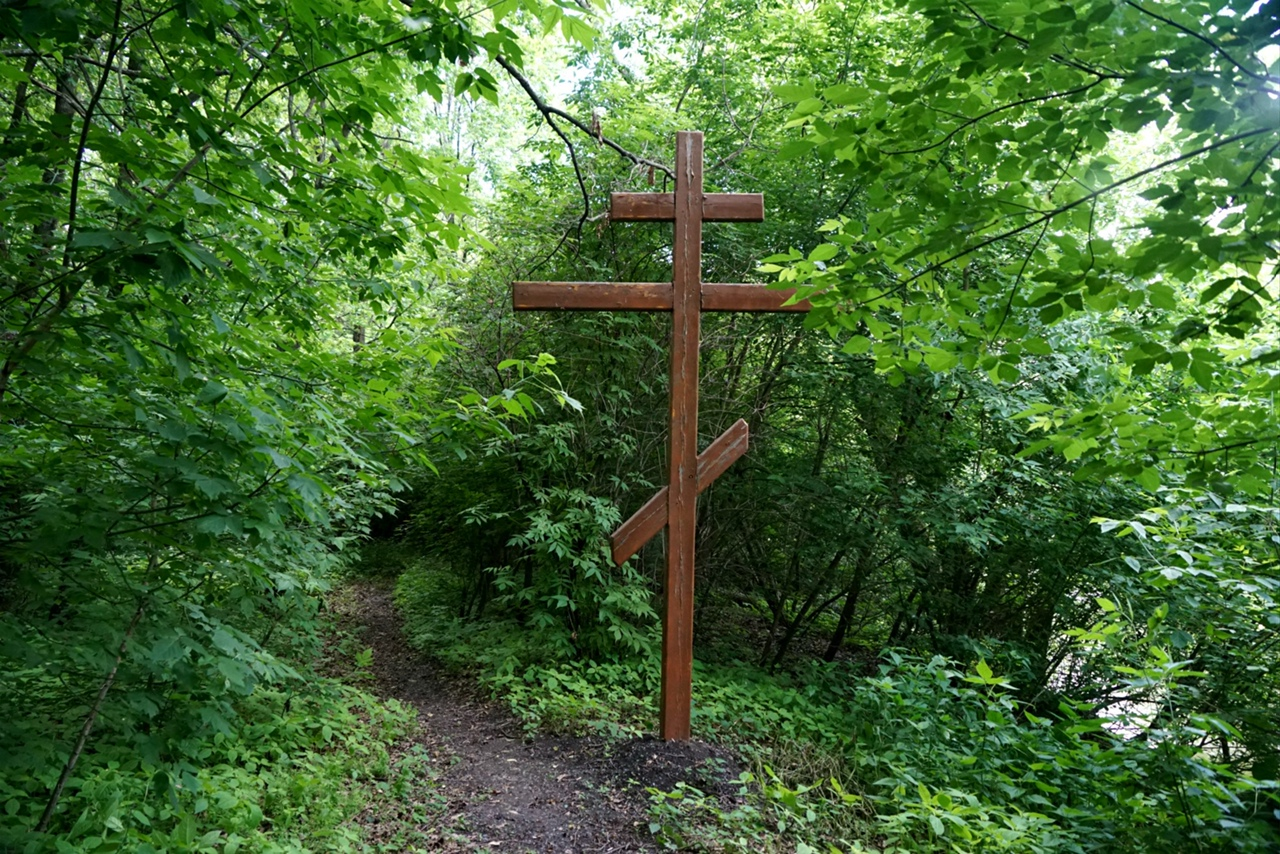
Тропа Сергия Радонежского
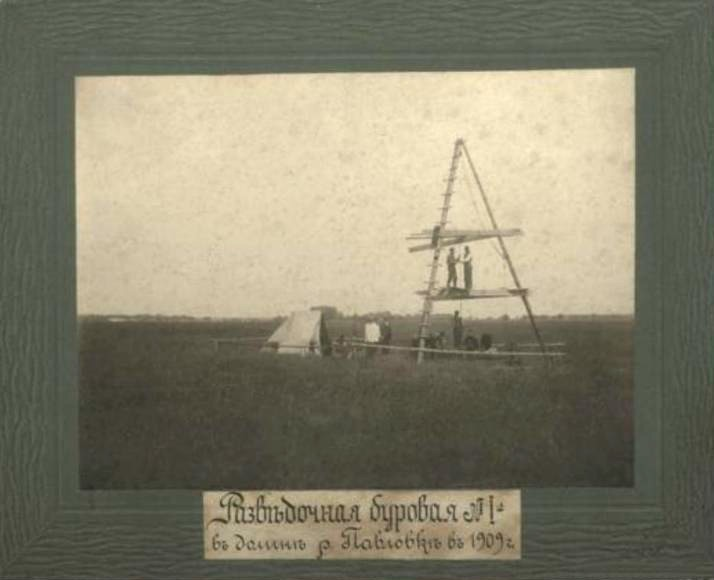
Работы на I-ой разведочной буровой для строительства городского водопровода на берегу Павловки, 1909 г.
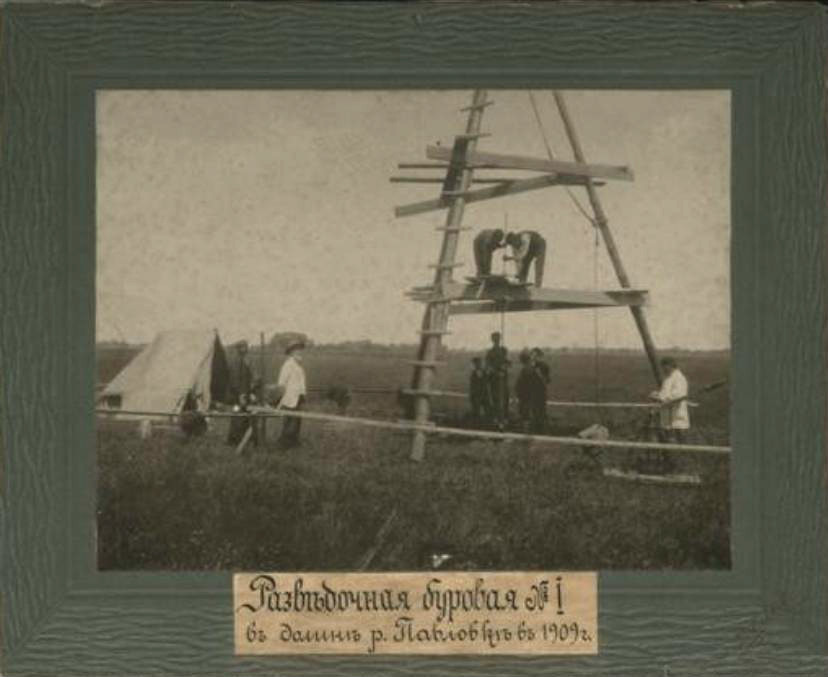
Работы на I-ой разведочной буровой для строительства городского водопровода на берегу Павловки, 1909 г.
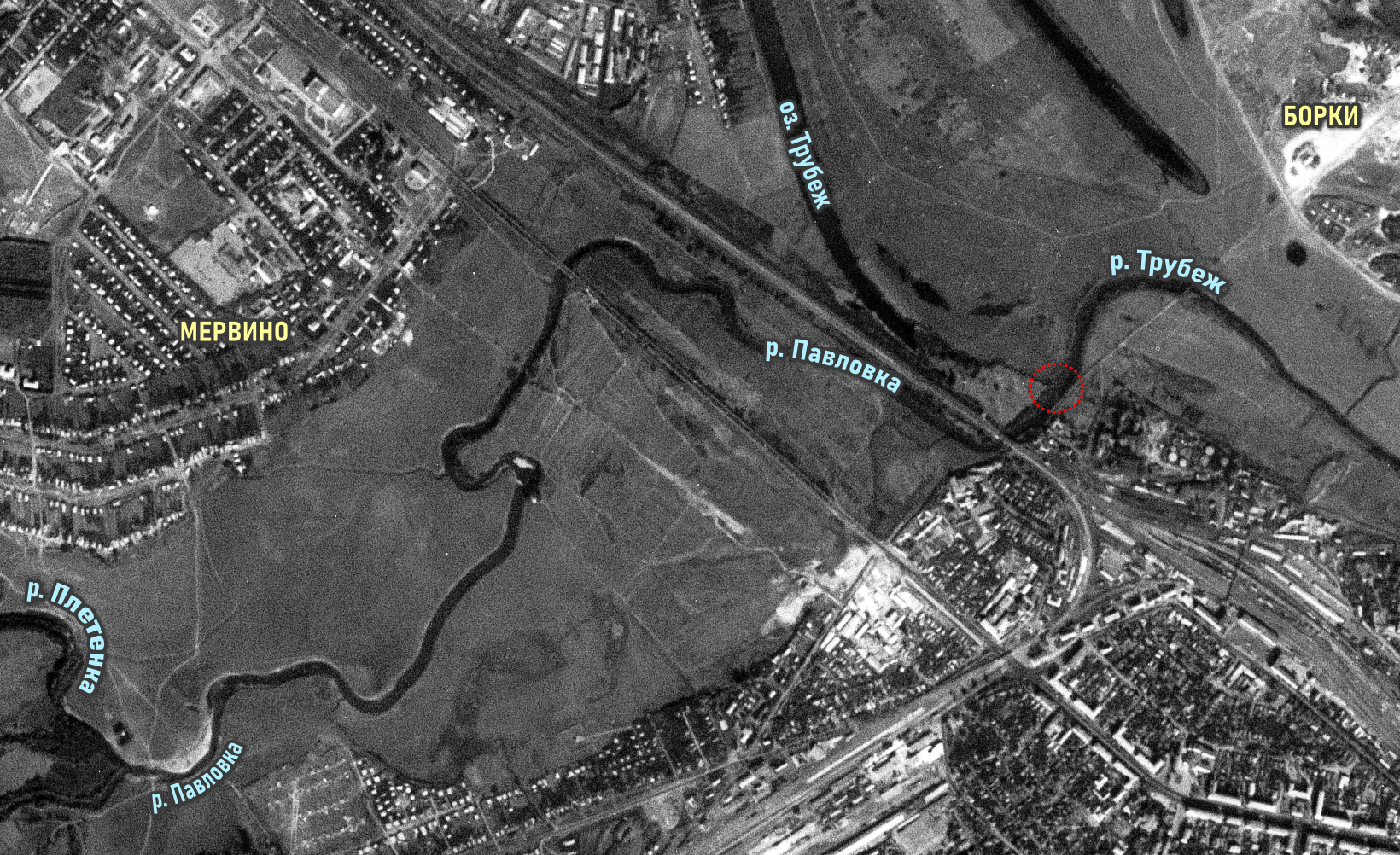
Бывшее место впадения Павловки в Трубеж (обозначено окружностью красного цвета) на спутниковом снимке 1967 года

## Топонимы города Рязани
До 2012 года по названию реки Павловка назывался бывший путевой Павловский пост, располагавшийся рядом с Соколенским мостом, в местности бывшей пустоши Запавловской Стрелицы, на разветвлении железнодорожных линий Москва-Казанская — Рязань I — Самара и Москва-Казанская — Рязань II — Ростов-Главный.
В г. Рязани в поселке Мехзавода расположена ул. Павловская и садоводческое товарищество Павловское.